# La montería
La montería es una zarzuela en 2 actos con música de Jacinto Guerrero y libreto de José Ramos Martín. Se estrenó en 1922 en el Teatro Circo de Zaragoza.

## Personajes
- Marta (criada protagonista, es hermana de Pipón), soprano.
- Ana (novia de Pipón), mezzosoprano.
- Pipón (criado del duque), tenor cómico.
- Edmund (sobrino del duque), barítono lírico.
- Ketty (prima y prometida de Edmund), soprano.
- El duque (dueño de la finca), bajo o barítono.

## Argumento
La acción se desarrolla en Inglaterra, en una época imprecisa, tras una montería en la mansión de un duque.

### Acto 1
Pipón el criado está muy contento porque a la fiesta que sigue a la montería asiste Ana, la chica que le gusta. Lo malo es que el sobrino del duque intenta seducir a Marta, su hermana. Pipón, indignado planea vengarse.

### Acto 2
Durante la fiesta Ana se encarga de hacer el papel de "Reina de la justicia", que escucha las peticiones de los enamorados. Pipón pide darle un beso a Ketty, para darle a Edmund de su propia medicina. Toda la gente se indigna ante el atrevimiento del criado, pero Ketty, que no desea casarse con su primo Edmund, pide a la reina que Edmund y Marta puedan casarse a pesar de sus diferencias sociales. Al final el duque accede.